# 히라쓰카슈쿠

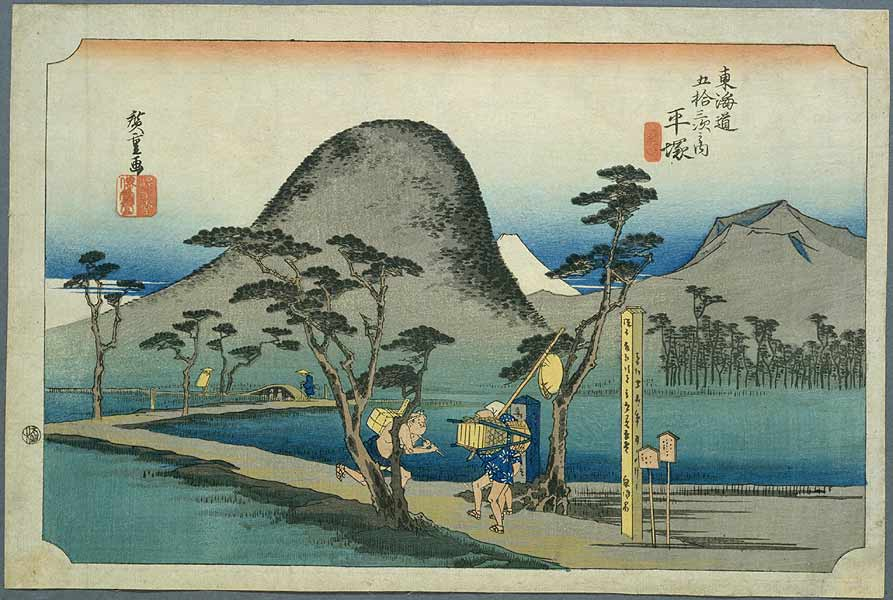
히라쓰카슈쿠

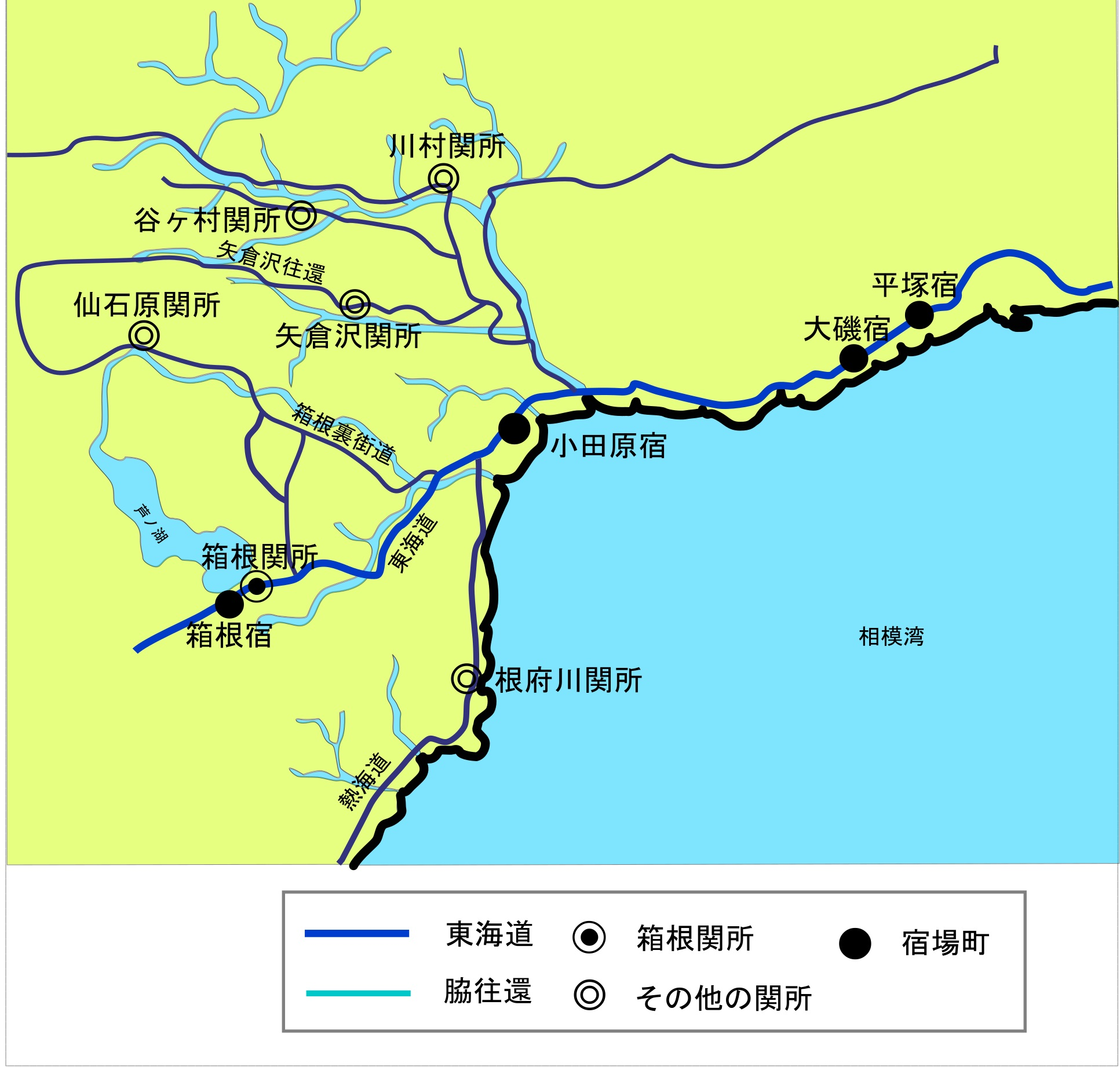
히라쓰카슈쿠와 도카이도

히라쓰카슈쿠(일본어: 平塚宿)란 도카이도 오십삼차의 7번째 슈쿠바를 말한다. 현재의 가나가와현 히라쓰카시에 있었다.

## 인접 역
- 도카이도 본선 히라쓰카역